# 필립 리 (배우)

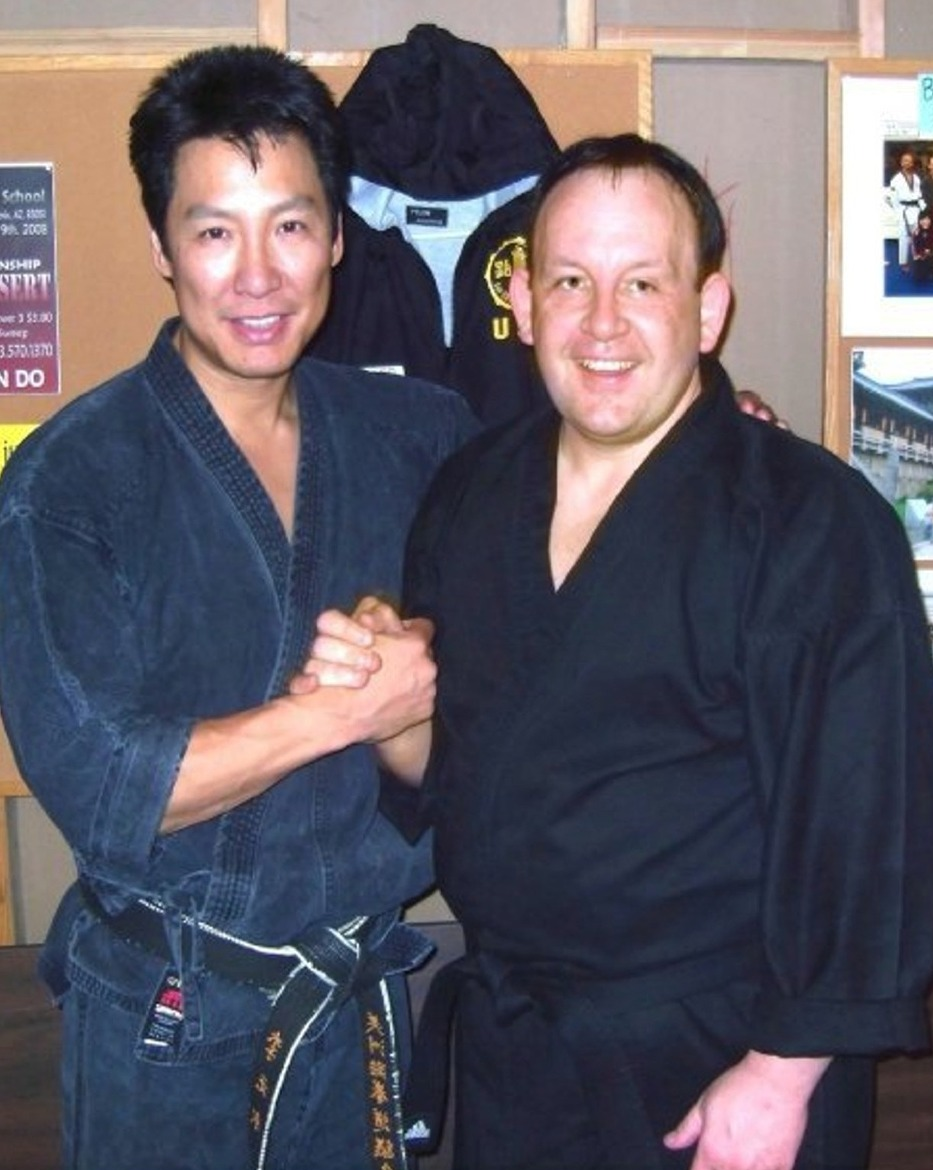
필립 리(왼쪽)

필립 리(Philip Rhee)는 한국계 미국인 배우이자 무예가이다. 영춘권, 절권도, 합기도, 태권도를 수련했다.